# Mark Clattenburg
Mark Clattenburg (født 13. marts 1975) er en engelsk fodbolddommer. Han har dømt internationalt under det internationale fodboldforbund FIFA siden 2006, hvor han er indrangeret som Premier kategori-dommer, der er det næsthøjeste niveau for internationale dommere.

## Kampe med danske hold
- Den 12. september 2007: Kvalifikation til EM i fodbold 2008 til EM 2008: Danmark – Liechtenstein 4-0.
- Den 5. september 2007: Kvalifikation til U21-EM: Danmark U21 – Sverige U21 0-2.
- Den 4. august 2010: Kvalifikation til UEFA Champions League: FC København – BATE Borisov 3-2